# Fumihisa Yumoto
Fumihisa Yumoto (湯本史寿; Kijimadaira, 23 aprile 1984) è un ex saltatore con gli sci giapponese.

## Biografia
In Coppa del Mondo ha esordito il 25 gennaio 2003 a Sapporo (46°) e ha ottenuto la prima vittoria, nonché primo podio, il 14 dicembre 2008 a Pragelato.
In carriera ha preso parte a due edizioni dei Campionati mondiali (5° nella gara a squadre dal trampolino normale a Oslo 2011 il miglior risultato)

## Palmarès

### Coppa del Mondo
- Miglior piazzamento in classifica generale: 26º nel 2009
- 1 podio (individuale):
  - 1 vittoria

#### Coppa del Mondo - vittorie
| Data             | Località  | Nazione | Trampolino                  |
| ---------------- | --------- | ------- | --------------------------- |
| 14 dicembre 2008 | Pragelato | Italia  | Stadio del Trampolino HS140 |